# Yellowstone Nemzeti Park
A Yellowstone Nemzeti Park a világ legrégibb nemzeti parkja az Egyesült Államok Wyoming, Montana és Idaho szövetségi államainak területén, a Sziklás-hegységben. Kiterjedése 8980 négyzetkilométer. Híres gejzíreiről, hőforrásairól és egyéb geotermikus jelenségeiről – itt található a világszerte legismertebb gejzír, az Old Faithful. Állatvilága nagyon gazdag; a nagyvadak közül említendő a grizzlymedve, a farkas, a szabad csordákban vándorló bölény és a jávorszarvas. A park az ún. Nagy Yellowstone Ökorendszer központi része, bolygónk utolsó nagy, érintetlen ökoszisztémáinak egyike.
A Yellowstone térsége jóval a történelmi idők előtt hatalmas vulkánkitörés helyszíne volt, amelynek során óriási mennyiségű hamu terítette be a mai Középnyugat nagy részét, Mexikó északi sávját és a csendes-óceáni partvidék egy részét. E kitörés mellett eltörpül a Mount St. Helens 1980-as erupciója: az egykori hatalmas magmakamra 85 × 45 kilométeres kalderát hagyott maga után. Yellowstone-ban az utóbbi 2,1 millió évben három nagy kitörés volt, az utolsó 640 000 éve; ezen időszakon belül ezek voltak a Föld legnagyobb kitörései, melyek klímaváltozást is előidéztek. (Lásd még: Szupervulkán).
A térség névadó folyójának francia prémvadászok által adott korábbi nevét („Roche Jaune”) – ami valószínűleg a hidaca nyelvű Mi ci a-da-zi névből ered – a később ideérkező angol anyanyelvű trapperek fordították „yellow stone”-ra (sárga kő). Közkeletű vélekedés szerint a folyót a yellowstone-i Grand Canyon sárga szikláiról nevezték el, de valószínűbb, hogy az indián név eredetileg a mai Billings közelében lévő sárgás meredélyeket jelölhette.

## Korai történelme
A térségben az emberi történelem legalább 11 ezer évvel ezelőtt kezdődött, az itteni bennszülött népesség halász-vadász életmódjával. A Clovis-kultúra paleo-indiánjai obszidiánból készítettek vágóeszközöket és fegyvereket, melyekből jelentős mennyiség maradt fenn. Yellowstone-i obszidiánból pattintott nyílhegyeket még a Mississippi völgyében is találtak, ami azt jelzi, hogy a térség törzsei kereskedelmi tevékenységet folytattak távolabb élő népcsoportokkal.

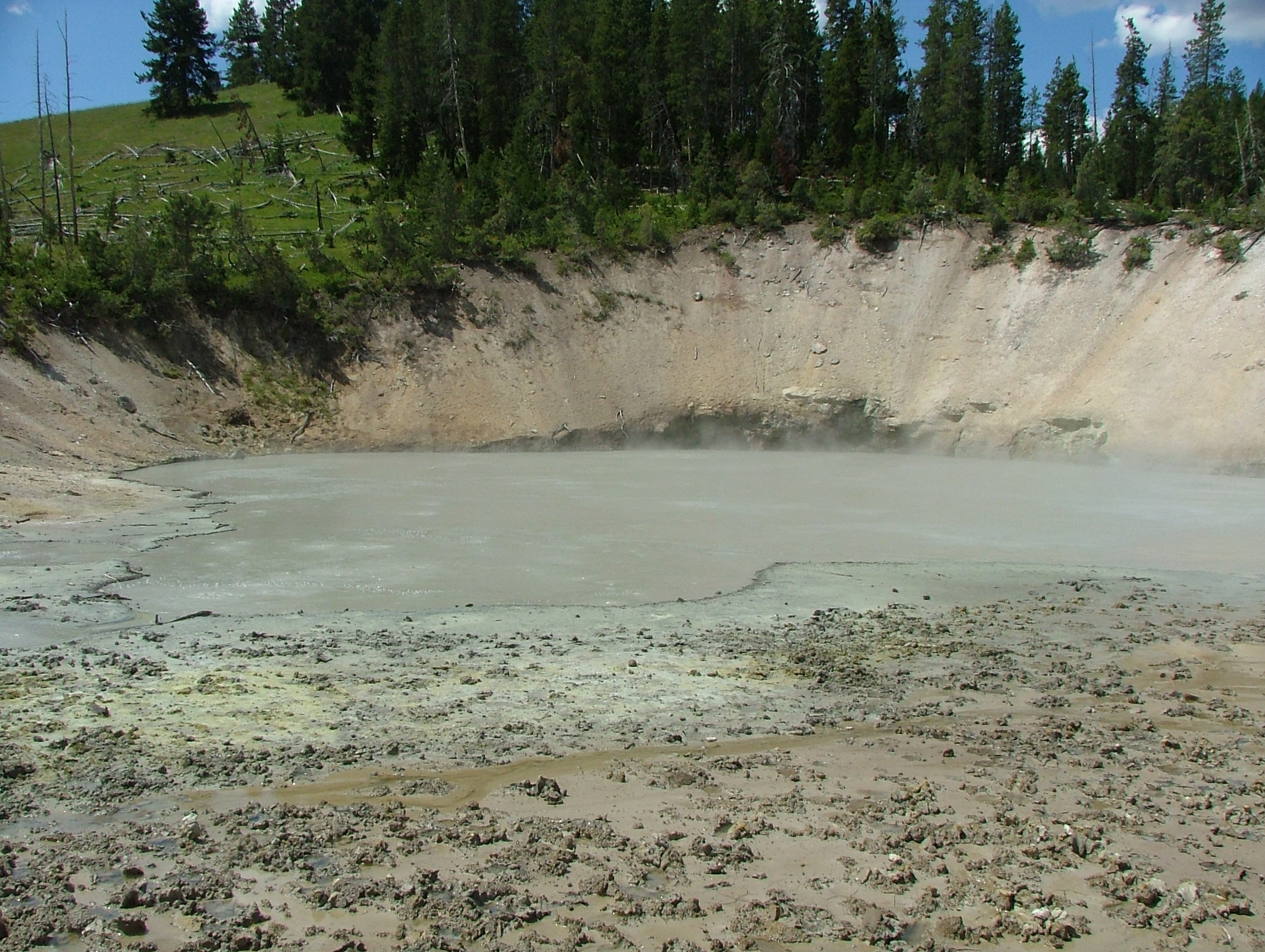
Sárvulkán Colter poklában

1806-ban a Lewis–Clark-expedíció egyik tagja, John Colter társaitól elszakadva prémvadászokhoz csatlakozott, majd miután tőlük is különvált, 1807 telén átszelte a későbbi park egy részét és legalább egy geotermális területet ő fedezett föl Tower Falls közelében, Yellowstone északkeleti részén. 1809-ben túlélte a varjú és feketelábú indiánokkal vívott összecsapásban szerzett sebesüléseit, s beszámolt egy „pokolbéli kénköves” helyről. Mindenki azt hitte, hogy ezt a helyet – amelyet később Colter pokla néven emlegettek – csak kitalálta. A következő negyven évben a Sziklás-hegységben élők, pl. a prémvadászok többször is beszámoltak fortyogó sárról, gőzölgő folyókról, megkövesedett fákról és állatokról, de szavaiknak a közvélemény nemigen adott hitelt.

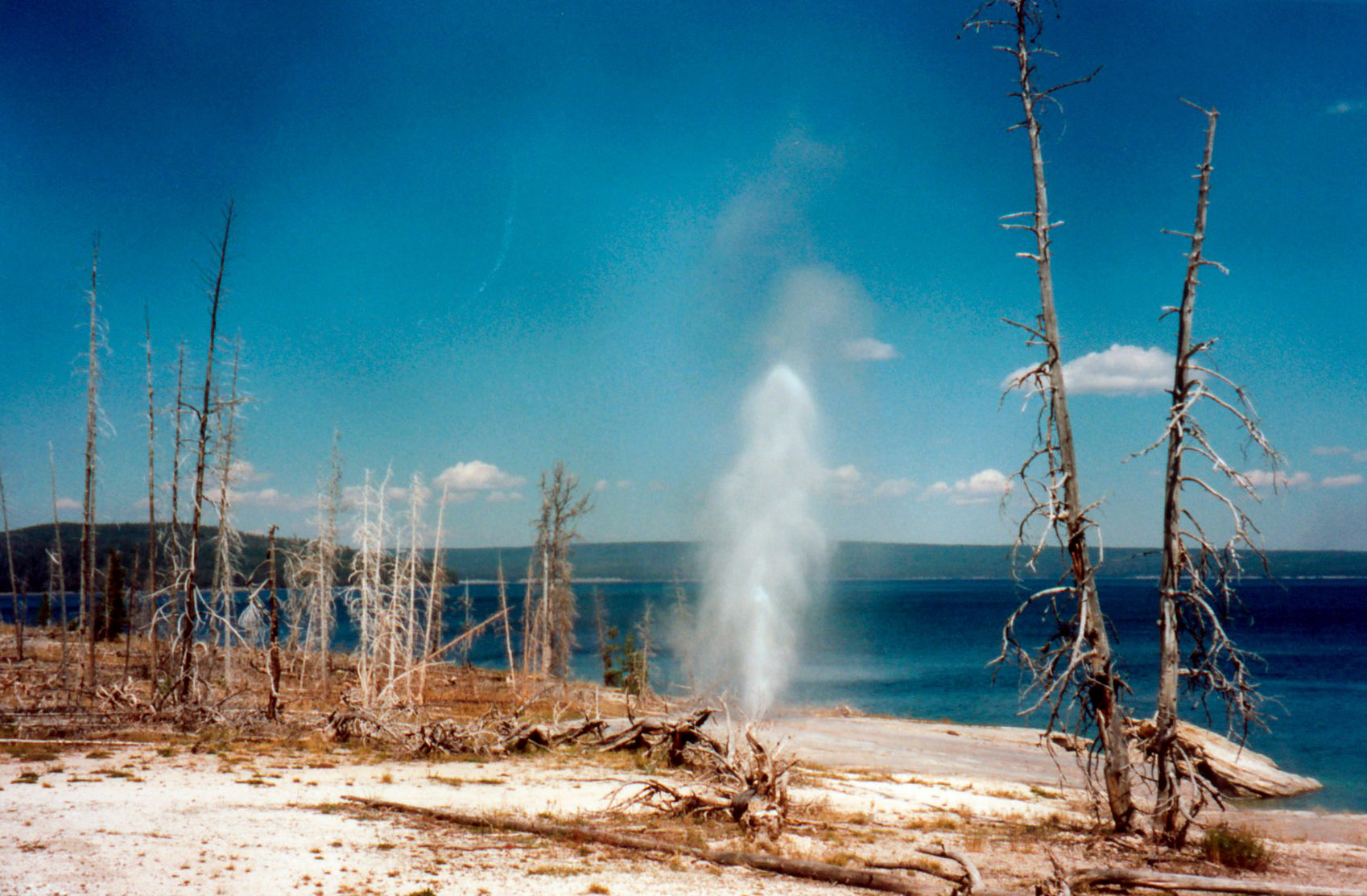
Egy a gejzírek közül a Yellowstone-tónál – létezésüket sokáig nem hitték el

Egy 1856-os kutatóutat követően Jim Bridger hegylakó magasba lövellő gejzírforrásokról, fortyogó kénköves tavakról, üveghegyekről és sárga sziklákról számolt be, de neki se nagyon hittek, már csak azért sem, mert Bridger afféle háryjános hírében állt. Története mégis felkeltette F. V. Hayden geológus érdeklődését, aki 1859-ben W. F. Raynoldsszal kétéves kutatásba kezdett a Missouri felső folyása mentén, s vezetőnek maga mellé vette Bridgert. Black Hills környékének – a mai Dél-Dakota területének – átkutatása után eljutottak a Yellowstone közelébe, de egy nagy havazás miatt vissza kellett fordulniuk. Az amerikai polgárháború kitörése miatt aztán a további kutatás az 1860-as évek végéig szünetelt.
A Yellowstone-t fölkereső első igazi kutatócsoport a Folsom-expedíció volt 1869-ben, amely a Yellowstone-tóig követte a névadó folyót és naplót vezetett az útról. Eredményeiken fölbuzdulva montanaiak egy csoportja szervezte a következő évben a Washburn–Langford–Doane-expedíciót, N. P. Langford földmérő vezetésével, melyhez az amerikai hadsereg egyik egysége is csatlakozott. Az expedíció kb. 1 hónapot töltött a területen, állat- és növénytani gyűjtéseket végezve, érdekes helyek után kutatva. Az expedíció tagja, C. Hedges montanai író és jogász javasolta először, hogy a terület kapjon nemzeti védettséget. Megfigyeléseiről Hedges 1870–71-ben több cikket írt a Helena Herald c. lapba, egyúttal emlékeztetve T. F. Meagher kormányzó 1865 októberi felszólamlására, aki már akkor azt indítványozta, hogy a terület legyen védett.

## A park létrehozása és története
1871-ben, 11 évvel első expedíciójának kudarca után, Ferdinand Vandeveer Haydennek sikerült újabb kutatóutat szerveznie a régióba, ezúttal állami támogatással és nagyobb kísérettel. Átfogó jelentést készített a Yellowstone-ról, amelyet William Henry Jackson nagyméretű fotográfiái és Thomas Moran festményei illusztráltak. A jelentés hozzájárult, hogy az amerikai kongresszus 1872. március 1-jén kivonta a régiót az elárverezendő területek közül és Ulysses S. Grant aláírta a Yellowstone Nemzeti Parkot létrehozó törvényt.
1872-ben „Nemzeti Park” Langfordot nevezték ki a park első szuperintendánsának. Öt évig töltötte be ezt a posztot, de fizetés, finanszírozás és alkalmazottak nélkül vajmi keveset tehetett a park megóvásáért. A megfelelő jogszabályok híján még csak módja sem volt a védettségről hozott törvény betartatására, ami védtelenül hagyta a parkot az orvvadászok, a vandálok és a természet kizsákmányolói ellen. Langford 1877-ben le is mondott posztjáról.

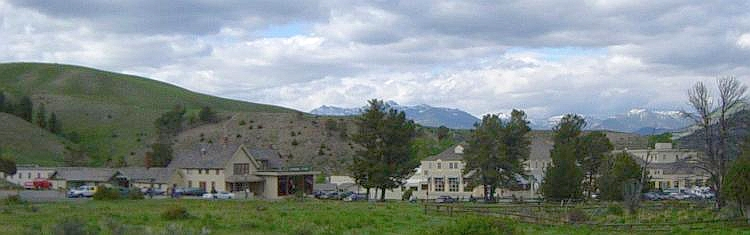
Fort Yellowstone, korábban az amerikai hadsereg támaszpontja, ma a Nemzeti Park adminisztrációs központja

Langford után Philetus Norris jelentkezett a parkfelügyelői posztra, miután beutazta Yellowstone-t és szembesült a Langfordot távozásra késztető problémákkal. A Kongresszus végül úgy döntött, hogy fizetést biztosít az álláshoz és némi pénzt a park fenntartására is. Ezt az összeget Norris arra használta, hogy folytassa a park felkutatását és megkönnyítse az odajutást számos új út létrehozásával (bár ezek elég durva utak voltak). Felfogadta Harry Yountot, hogy segítsen a vadorzók és a vandálok elleni küzdelemben. Ma Yountot tekintik az első őrnek a nemzeti parkban. Mindez már előrelépés volt, de még mindig nem elegendő a park megvédelmezéséhez, és ugyanezekkel a problémákkal küzdött Norris három utódja is.
Az 1880-as évek elején a Northern Pacific Railway (Észak Csendes-óceáni Vasút) társaság állomást épített a park északi bejáratához, így 1883-ban már ötezren látogatták meg Yellowstone-t. A korabeli parkturisták rossz utakat és nagyon szűkkörű szolgáltatásokat találtak. A park területére lovon vagy négylovas kocsin (stagecoach) látogattak.
A vadorzás és a természetpusztítás addig folytatódott szinte háborítatlanul, amíg 1886-ban az amerikai hadsereg megépítette a Sheridan Tábort a Mamut Hőforrás (Mammoth Hot Springs) közelében. A következő 22 évben a tábort állandó erőddé építették ki. Így már rendelkezésre állt a park megvédéséhez szükséges munkaerő és pénz, és a hadsereg kiépítette saját gyakorlatát, amely biztosította a park látogathatóságát, ugyanakkor megóvta a park élővilágát és természeti szépségeit. Amikor 1916-ban felállították az erre a feladatra specializált Nemzeti Park Szolgálatot (National Park Service), az új hatóság főképp a hadsereg tapasztalataira építve szervezte meg munkáját.
1915-től lóháton már nem lehetett a parkot látogatni. Még abban az évben majdnem ezer gépkocsi lépett a park területére. 1933 és 1941 között a munkanélküliek foglalkoztatására létrehozott Civilian Conservation Corps látogatóközpontokat, táborozóhelyeket épített és létrehozta a ma is fennálló úthálózatot. A második világháború idején a parkszemélyzet és a látogatók száma is visszaesett és a létesítmények állaga leromlott.

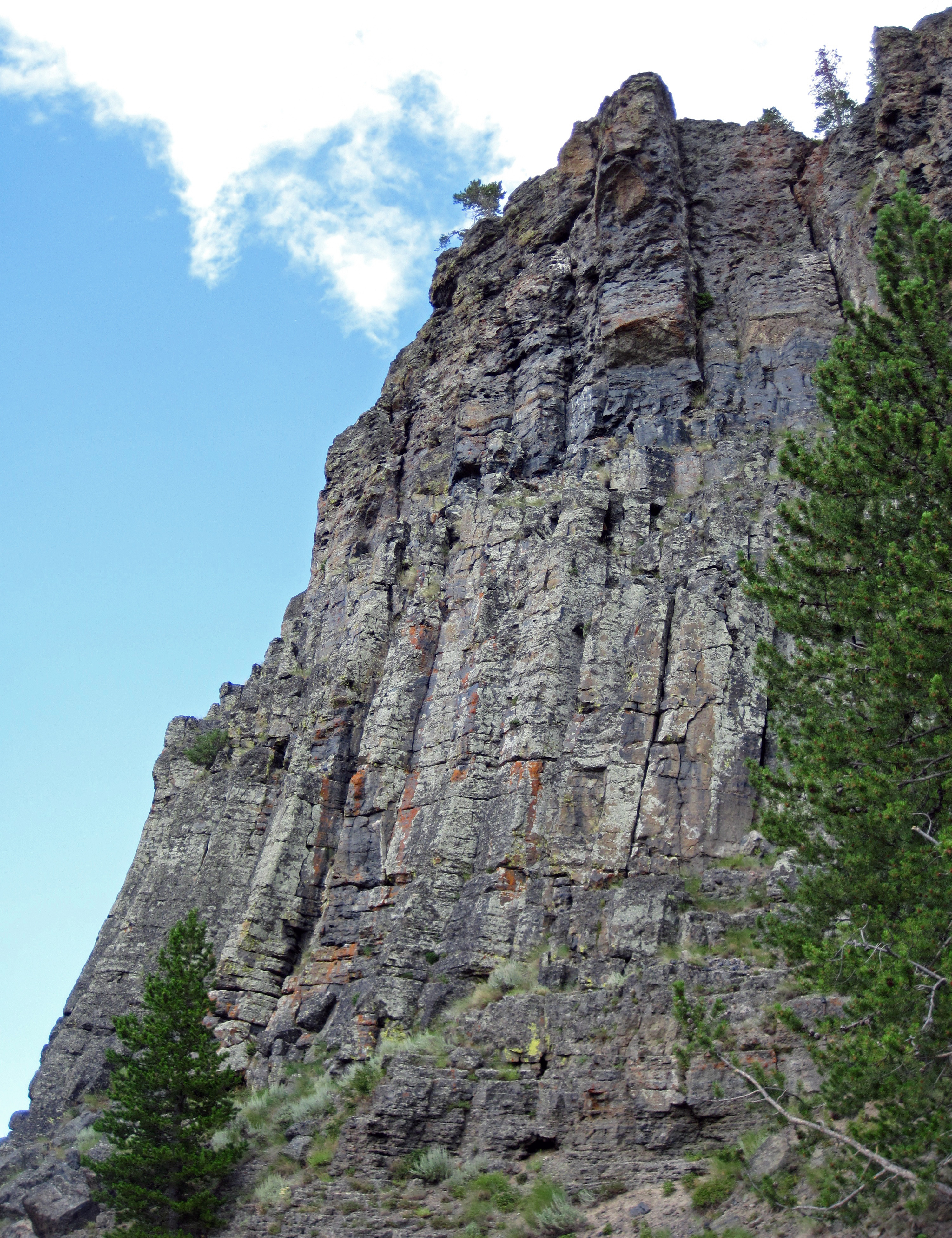
Az Obszidián szikla

Az 1950-es évekre meredeken felszökött a látogatók száma a legtöbb nemzeti parkban. Elindult a „Mission 66” program, amelynek keretében 1966-ra a korábban épített fatörzs épületek helyett keretes struktúrájú házakat, illetve betonból készült látogatóközpontokat építettek. Az 1980-as évek végétől azonban ismét a hagyományosabb építkezési mód felé fordultak.
1959-ben nagy földrengés volt, amely a park északi szomszédságában létrehozta a Quake-tavat („Földrengés-tó”), a parkban megrongálta az utakat és létesítményeket és hatással volt a gejzírek és forróvizes források működésére is.
Az 1988-as yellowstone-i tűz a park történetének legnagyobb erdőtüze volt. A tüzek mintegy 3212 km²-t, a park területének 36%-át érintették és a tűzvédelmi előírások felülvizsgálatához vezettek. Volt olyan nap, amikor az erős szél miatt a tűz 607 km² területet borított be (augusztus 20-án).
A terület hosszú kultúrtörténetéről mintegy 1000 régészeti feltárási hely tanúskodik. Az Obszidián sziklát és öt épületet Yellowstone-ban a Nemzeti Történelmi Emlékhelyek közé soroltak.
Yellowstone-t 1976. október 26-án az UNESCO nemzetközi bioszféra rezervátumnak nyilvánította, 1978. szeptember 8-án pedig a világörökség státuszt is elnyerte.

## Földrajza

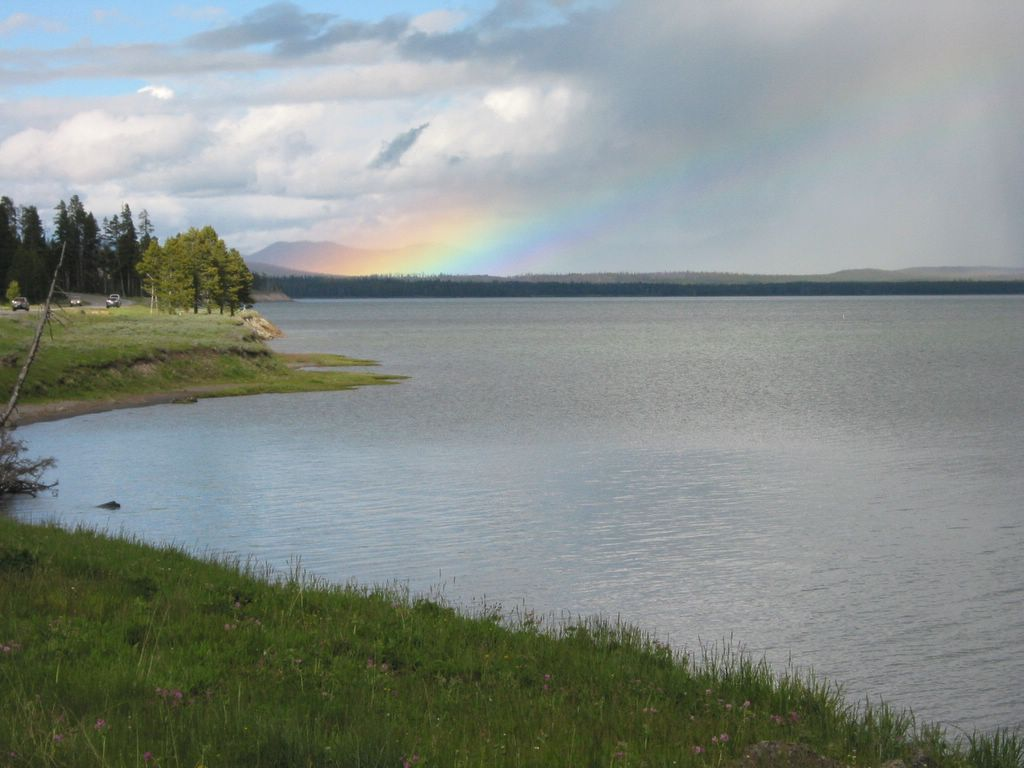
Szivárvány a Yellowstone-tó felett

A Yellowstone Nemzeti Park területének mintegy 96%-a Wyoming állam területén fekszik, 3% Montanában és 1% Idahóban. A park kiterjedése légvonalban 102 kilométer észak-déli és 87 kilométer kelet-nyugati irányban. 898 317 hektáros területével a park nagyobb, mint Rhode Island és Delaware államok együtt. A folyók és tavak együttesen a park területének öt százalékát takarják. Közülük a legnagyobb területű a 35 400 hektáros, 118 méteres legnagyobb mélységű, 177 kilométer partvonalú Yellowstone-tó. A 2357 méter tengerszint feletti magasságban elterülő állóvíz egyben Észak-Amerika legnagyobb magashegyi tava.
A parkterület 80%-át erdő fedi, a maradék jó része préri.
Az észak-amerikai Kontinensválasztó ferdén keresztülmetszi a park délnyugati részét. A parknak mintegy harmada fekszik a vízgyűjtőterületeket elválasztó hegylánctól nyugatra, a csendes-óceáni oldalon. A választóvonalnál egymás közelében eredő Yellowstone folyó és Snake folyó ("Kígyó folyó") közül az első vize az Atlanti-óceán felé (a Mexikói-öböl-nél), a másodiké a Csendes-óceán felé tart.

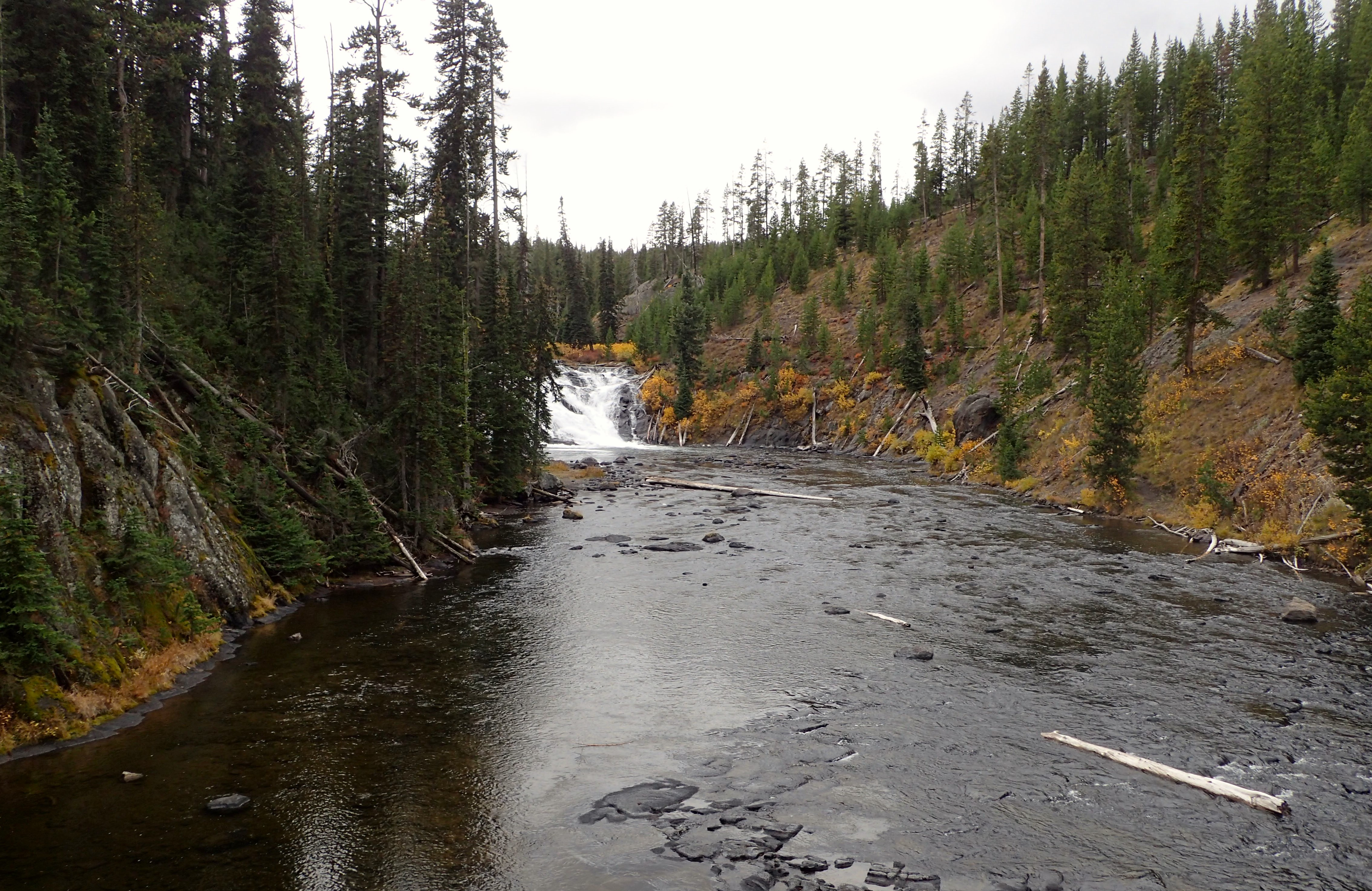
A Lewis-vízesés a Lewis folyón

A park egy fennsíkon fekszik, amely átlag 2400 méter magasságban nyúlik el és szinte minden oldalon a Középső-Sziklás-hegység hegyei szegélyezik, amelyek 2743 és 3352 méter közti magasságba nyújtóznak. A park legmagasabb pontja 3462 méter a Sascsúcs (Eagle Peak) tetején, a legalacsonyabb 1610 méter a Reese patak mentén. A parkban, illetve határán több hegylánc található, köztük északnyugaton a Gallatin-hegylánc, északon a Beartooth-hegység („Medvefog-hegység”), keleten az Absaroka-hegység délnyugaton illetve nyugaton a Teton-hegység és a Madison-hegylánc. A leginkább kiemelkedő hegy Yellowstone platóján a 3122 méter magas Washburn-hegy.
A Yellowstone Nemzeti Parkban található a világ egyik legnagyobb megkövesedett erdeje az egykori fákból, amelyeket betemetett a hamu, és a talajból és fából ásványi anyagokká alakultak. A parknak 290, legalább 4,5 méteres vízesése van, a legnagyobbak – 94 méter magasból lezuhanók – a Yellowstone folyó alsó vízesései.
A fennsík folyói az elmúlt 640 000 esztendő alatt két mély kanyont vágtak a vulkanikus tufába. A délre fekvő Lewis-kanyon-ban a Lewis folyó kanyarog, a Yellowstone-i Nagy Kanyont pedig az észak felé tartó Yellowstone folyó vájta ki.

## Geológiája

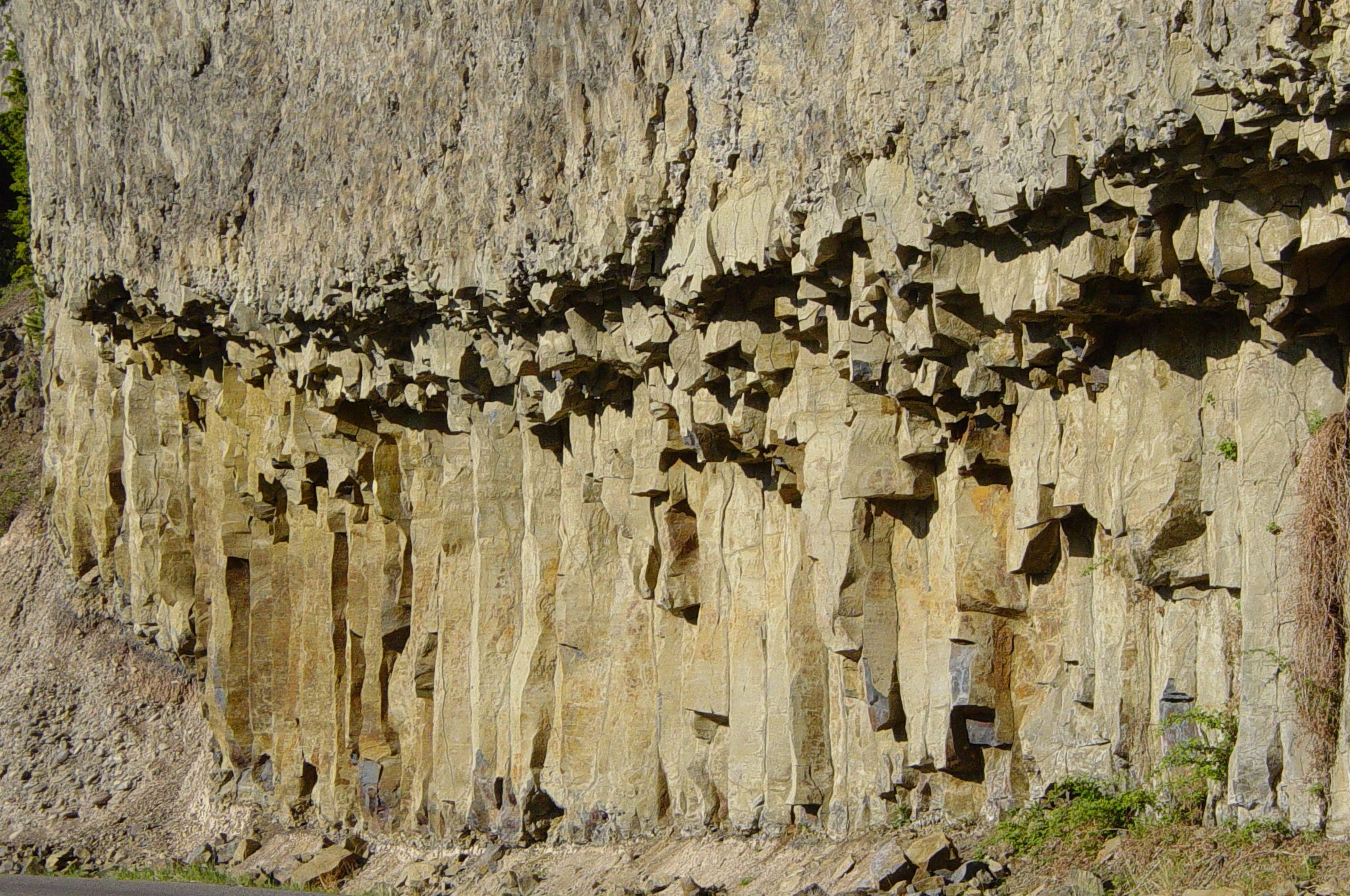
Oszlopos szerkezetű bazalt a Tower vízesés közelében

Yellowstone a bumeráng alakú Snake River-síkság (Kígyó folyó-síkság) északkeleti végében fekszik. A síkság akkor keletkezett, amikor az Észak-amerikai-lemez elsodródott a földkéreg alatt húzódó vulkanikusan aktív terület felett. Ez az aktív terület valamikor az idahói Boise város közelében volt, de a legutóbbi 17 millió évben a kéreglemez sodródásával 643 kilométerrel távolabb, pont Yellowstone alá került.
A Yellowstone Kaldera Észak-Amerika legnagyobb vulkanikus rendszere. A szupervulkánok közé sorolták, mivel a kalderát kivételesen nagy, robbanásszerű kitörések formálták ki. A jelenlegi kalderát egy 640 000 évvel ezelőtt történt kataklizmaszerű kitörés alakította ki, amely 1000 köbkilométernyi hamut, sziklát és piroklasztikus anyagot köpött a felszínre. Ez a kitörés ezerszer volt nagyobb a St. Helens vulkán 1980-as kitörésénél. A robbanás egy kilométer mély és 85-ször 45 kilométeres kiterjedésű krátert szakított a földbe. A kitörés olvadt tufája hozta létre a Láva Patak Tufa (Lava Creek Tuff) nevű geológiai formációt. A leghevesebb ismert kitörésre 2,1 millió évvel ezelőtt került sor: ez 2450 köbkilométernyi vulkanikus anyagot vetett ki, létrehozva a Huckleberry Orom Tufát (Huckleberry Ridge Tuff).
1,2 millió évvel ezelőtt egy ennél kisebb kitörés 280 köbkilométer anyagot lökött ki, és ekkor jött létre Yellowstone-tól délnyugatra az Island Park Kaldera és a Mesa Falls Tuff formáció. Mind a három említett kitörés hatalmas mennyiségű hamut lökött fel, ami sok száz kilométeres távolságokban beterítette a földfelszínt. A hamu és a kilövellt gázok vélhetően érzékelhető időjárási hatásokkal jártak és sok észak-amerikai faj kihalásához vezettek. Mintegy 160 000 évvel ezelőtt egy jóval kisebb kitörésre is sor került, amely létrehozta a ma a Yellowstone-tó nyugati nyúlványa által betöltött viszonylag kicsi kalderát. A legutóbbi nagy kitörési ciklust követően két kisebbre is sor került, amelyek lávafolyásokkal temették be a kalderák jó részét.

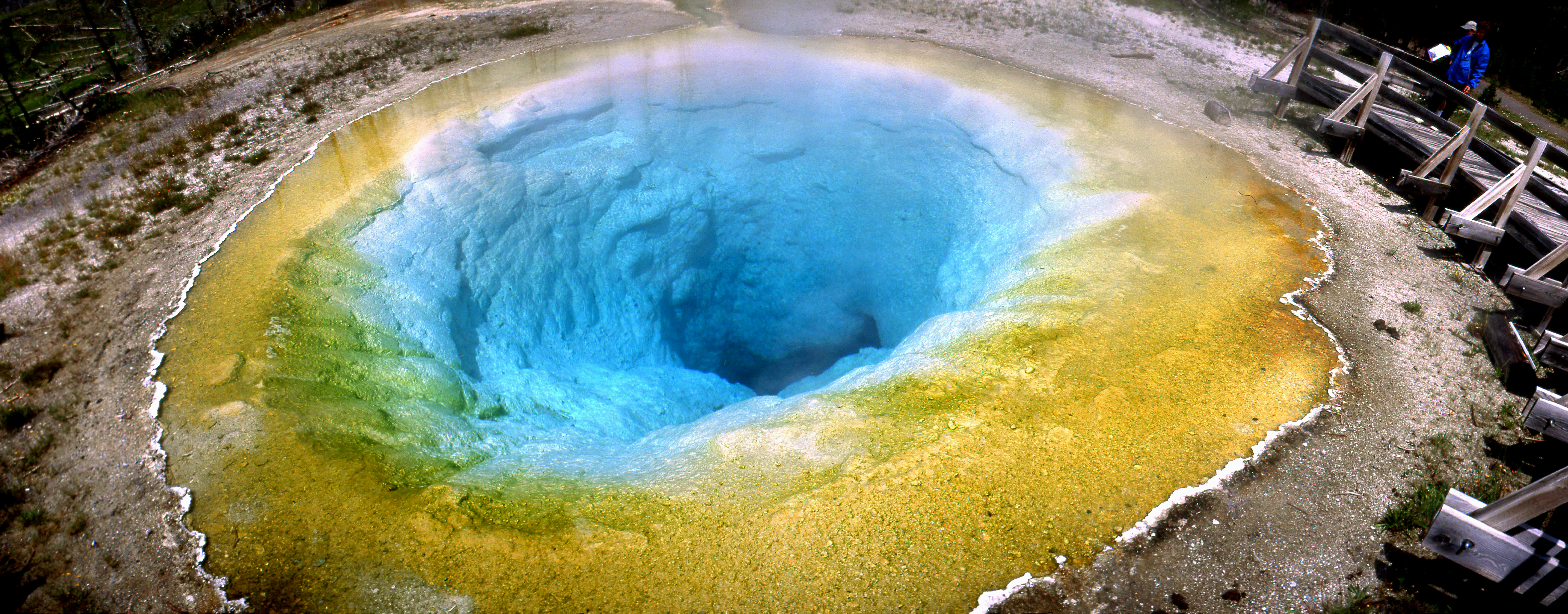
A hajnalka medence (Morning Glory Pool)

Az utolsó három kataklizma méretű kitörés közt 600 000–900 000 év telt el, de a számuk túl kicsi ahhoz, hogy ebből következtetni lehessen a következő idejére.
A 630 000-70 000 évvel ezelőtti időszakban a Yellowstone Kalderát majdnem teljesen feltöltötték azok a periodikusan ismétlődő riolitláva kitörések, amelyek az Obszidián Sziklát hagyták maguk után, illetve a Sheepeaters Sziklát („Birkaevők sziklája”) létrehozó bazaltláva kitörések. A lávarétegek legjobban a yellowstone-i Grand Canyonban figyelhetők meg, amelyet a Yellowstone folyó vájt ki bennük. A kanyon klasszikus V alakú völgy, amilyeneket a folyók okozta erózió alakít ki (szemben a jég alakította U alakú völgyekkel).
A völgy és talán a világ leghíresebb gejzírje az Old Faithful-gejzír a Felső Gejzír Medencében (Upper Geyser Basin), de a parkban található a világ legnagyobb aktív gejzírje is, a Steamboat-gejzír (Gőzhajó-gejzír) a Norris Gejzír Medencében. Yellowstone-ban összesen 10 000 geotermális jelenség található, köztük 300 gejzír.
A yellowstone-i U.S. Geological Survey és a Utahi Egyetem 2001 májusában hozta létre a Yellowstone-i Vulkánobszervatóriumot.

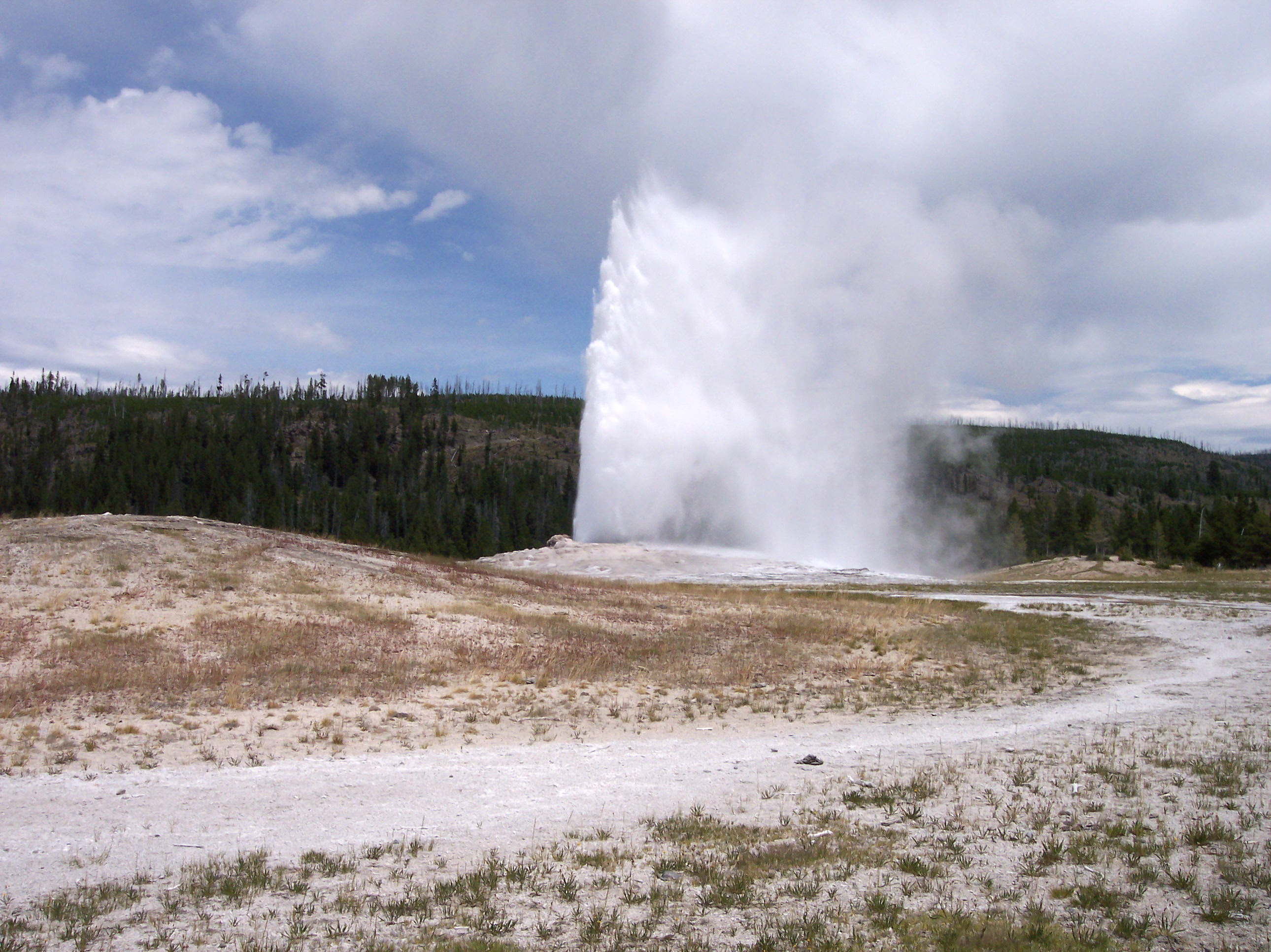
Az Old Faithful (Öreg Hűséges) gejzír

### Megnövekedett aktivitás
2003-ban a Norris Gejzír Medencében olyan változások történtek, amelyek bizonyos útvonalak ideiglenes lezárásához vezettek. Új fumarolákat figyeltek meg és sok gejzírnek növekedett az aktivitása, illetve a vízhőmérséklete. Több gejzír annyira forróvá vált, hogy már csak vízgőz volt benne és nem tudott a normális módon kitörni.
Mindez egybeesett a Geological Survey egy kutatási jelentése publikálásával, amely arról számolt be, hogy a Yellowstone-tó fenekének feltérképezése közben egy strukturális kiemelkedést találtak, amely valamikor a múltban jelent ott meg. A kutatás arra mutatott rá, hogy nincs azonnali vulkánkitörés veszély, mert a kiemelkedés régen is keletkezhetett és szegélyein nem emelkedett meg a hőmérséklet.
2004. március 10-én egy biológus öt halott bölényt fedezett fel, amelyeket a Norris-medencében az atmoszferikus viszonyok miatt foglyul esett mérgező gázok ölhettek meg. A rákövetkező hónapban jelentősen emelkedett a földrengési aktivitás. 2006-ban arról érkeztek jelentések, hogy két aktívnak gondolt kiemelkedés, a Mallard Lake Dome és a Sour Creek Dome, 2004 óta évente 1,5–2,4 inchet (4–6 centimétert) emelkedtek. Ezek az események nagy médiaérdeklődést gerjesztettek és sok spekulációt a régió geológiai jövőjéről. A szakértők azonban arról tájékoztatták a közvéleményt, hogy nem fenyeget a közeli jövőben vulkánkitörés.

### Földrengések
Yellowstone-ban gyakoriak a földrengések, de ezek általában az emberek számára nem is érzékelhető méretűek. Évente több ezer apró rengés éri a parkot. A történelmi időkben hat legalább hatos erősségű rengést jegyeztek fel.
1959-ben egy 7,5-ös rengés epicentruma a park északnyugati határán éppen kívül volt. Ez a rengés hatalmas földcsuszamlást indított el, amely megrongálta a Hebgen-tó gátját, lejjebb a folyón újabb, természetes gátat hozott létre és így újabb tó keletkezett, amelyet emiatt „földrengéstó”-ként emlegetnek. Az esemény során 28 ember halt meg és a környéken jelentős károk keletkeztek. A földrengés hatásai következtében a park északnyugati részében számos gejzír kitört, nagy törések keletkeztek a földben, amelyekből gőz áradt és a rendesen tiszta vizű források vize sárossá vált.
1975. június 30-án a parkon belül történt egy 6,1-es erejű földrengés, de csak kis károkat okozott. 1985-ben három hónap alatt háromezer, egymással összefüggőnek tekintett földrengés volt, amit a kaldera kisebb megsüllyedésének tudtak be.

## Élővilága

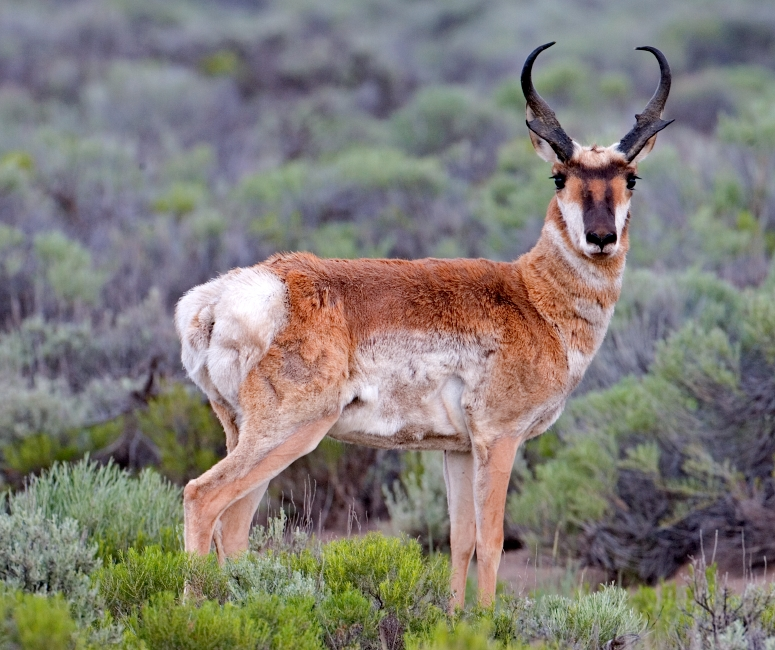
A villásszarvú antilop (Antilocapra americana Ord.) gyakori látvány a park mezőin

A Yellowstone Nemzeti Park a 8983 km²-es Nagy Yellowstone Ökorendszer központi területe. Ehhez hozzátartozik még a Grand Teton Nemzeti Park, a környező nemzeti erdők nagy érintetlen vadonja. Ez az ökoszisztéma a legnagyobb egybefüggő, többnyire feltöretlen föld az Egyesült Államokban Alaszkán kívül és az északi mérsékelt öv legnagyobb érintetlen ökorendszere. Az 1990-es években végrehajtott sikeres farkasvisszatelepítési programja után még mindig itt él valamennyi állatfaj, amelyet az ideérkező első fehér felfedezők itt találtak.

### Flórája
A parkban 1700 őshonos fa, egyéb edényes növény és zuzmó faj él. További 170 fajt betelepültnek tekintenek. A nyolc itt élő fenyőfaj (Coniferae) közül a csavarttűjű fenyő (Pinus contorta) alkotja az erdőterület négyötödét. Más fenyők, mint a duglászfenyő (Pseudotsuga) és az fehértörzsű fenyő (Pinus albicaulis) elszórt ligetekben találhatók a parkban. Az amerikai cirbolya állományát jelenleg a ribiszkerozsda gomba pusztító fertőzése fenyegeti, de nem olyan mértékben, mint ahol a parktól északra és nyugatra egész erdőkben élnek. Yellowstone-ban az állománynak mintegy hét százaléka fertőződött, szemben Északnyugat-Montana erdeinek csaknem száz százalékos fertőzöttségi arányával. A különbséget az okozhatja, hogy a parktól északra és nyugatra mások a nedvességi viszonyok és egyre inkább elfojtják az erdőtüzeket.

### Faunája
A Yellowstone-t a kontinentális Egyesült Államok legnagyszerűbb megafaunájának tekintik. A Nagy-Yellowstone Ökoszisztémában mintegy 600 grizzly medve él, ennek több mint fele a parkban. A Nemzeti Parkban nagyszámú fekete medve, és több patás faj él: ezek a gímszarvas, az öszvérszarvas, az amerikai bölény, a jávorszarvas, a vastagszarvú vagy kanadai vadjuh, a villásszarvú antilop, a havasi kecske és a fehérfarkú vagy virginiai szarvas. A veszélyeztetett fajok közé tartozik a fehérfejű rétisas, a vándorsólyom, a trombitás hattyú, a farkas és a hiúz. Pumák is élnek itt.

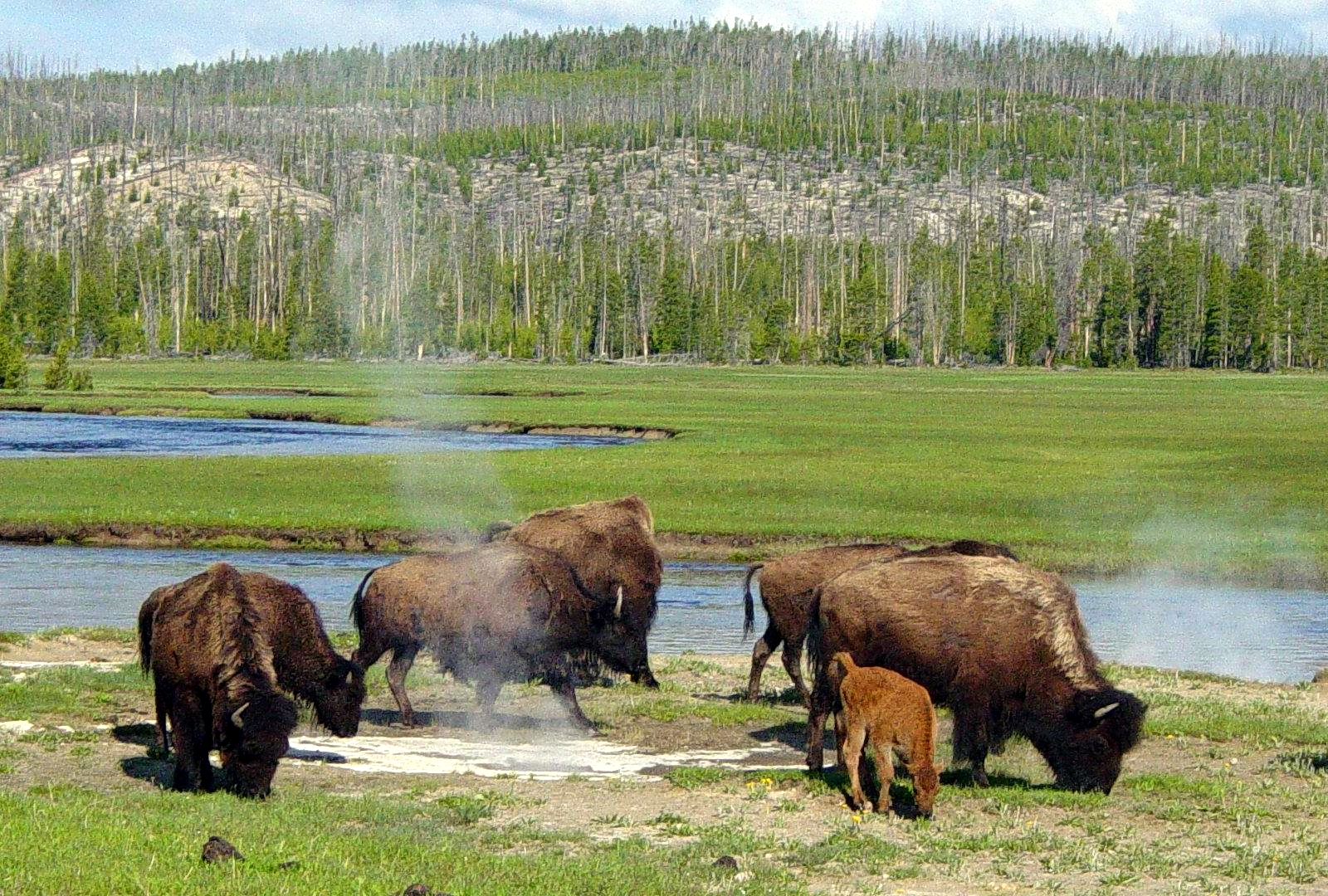
Bölények legelésznek a forróvizes forrásoknál

A park bölényei a legnagyobb bölénycsorda az Egyesült Államokban. Észak-Amerikában egykor 30–60 millió bölény élt, napjainkban is a Yellowstone az egyik legfontosabb élőhelyük. 1902-ben mindössze ötven maradt a parkban, de a 2000-es évek elejére ez a szám négyezer fölé nőtt. Ugyan 2007-ben majdnem megütötte az ötezret a bölények száma, egy nehéz tél következtében visszaestek 3000 köré. 2020-ra újra felépült az állományuk, már 4800 bölény élt a parkban.

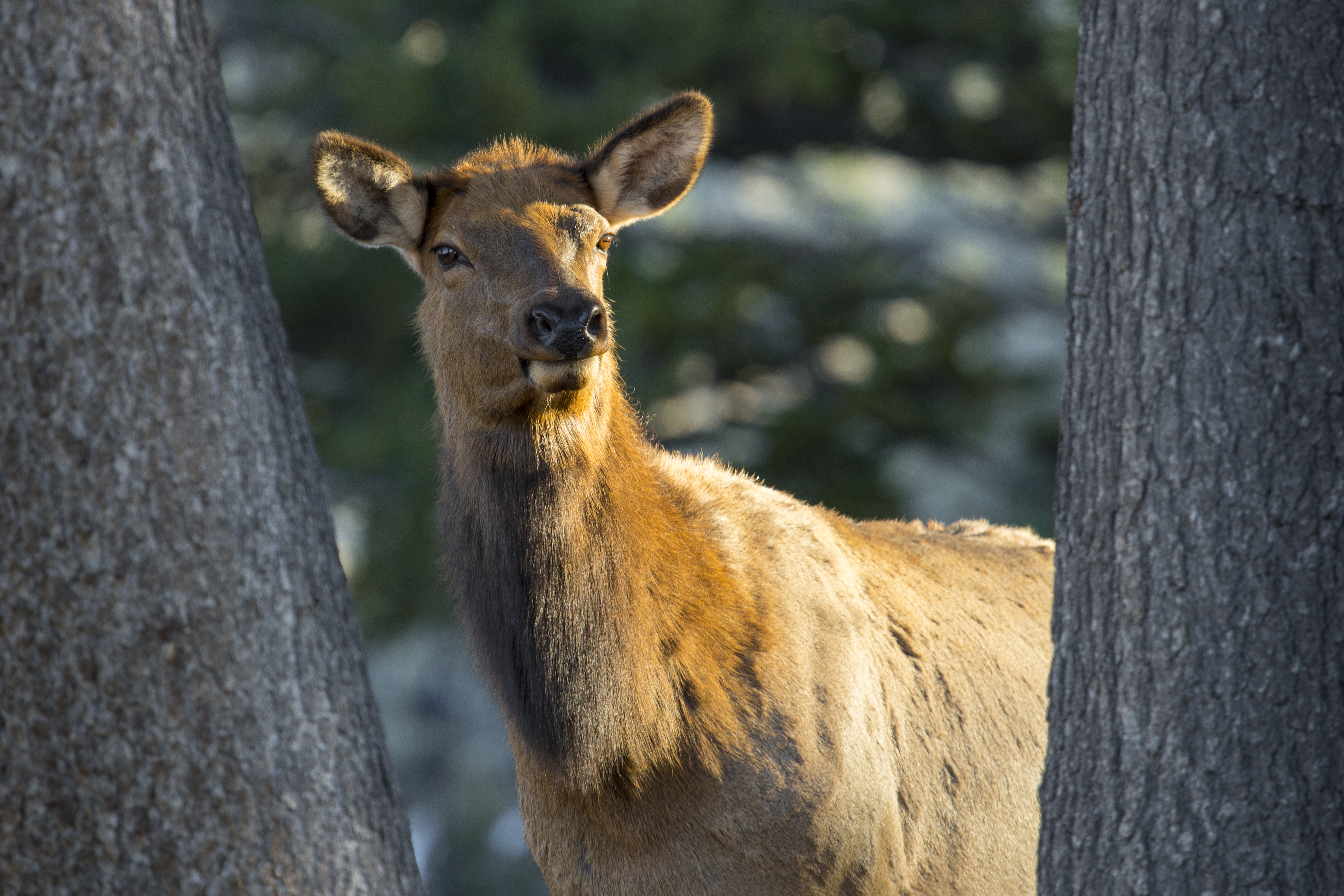
Nőstény vapiti a park területén

A csorda egyike a négy szabadon élő csordának a kontinensen, a másik három Utah és Dél-Dakota államokban, illetve Albertában élnek. A nagy népességű bölénycsorda jelenléte a farmerek számára problémás, mert szerintük betegségeket tudnak átterjeszteni háziasított bölényeikre. A Yellowstone bölényeinek fele ki lett téve brucellózisnak, amit az európai telepesek hoztak be a földrészre és vetélést okozhat. A parkban élő állatokra nincs nagy hatása a betegségnek és nem is terjesztették el azt. Vapitik is hordozói.
A brucellózis elleni védelem érdekében gyakran visszaterelik a parkot elhagyó bölényeket a területre, hogy azok ne tudjanak érintkezni háziasított társaikkal. 1996 és 1997 telén akkora volt a csorda, hogy a parkot elhagyó 1079 bölényt lelőtték vagy lemészárolták. Állatjogi aktivisták szerint ez kegyetlen és a betegség terjedésének veszélye nem akkora, mint azt a farmerek hiszik. Szakértők szerint a bölények csak szezonális legelőik között mozognak az ökoszisztémán belül, amihez tartozik olyan védett föld is, amit kikölcsönöztek farmereknek marhalegelőnek. Védőoltásokkal a betegség kiirtható lenne.

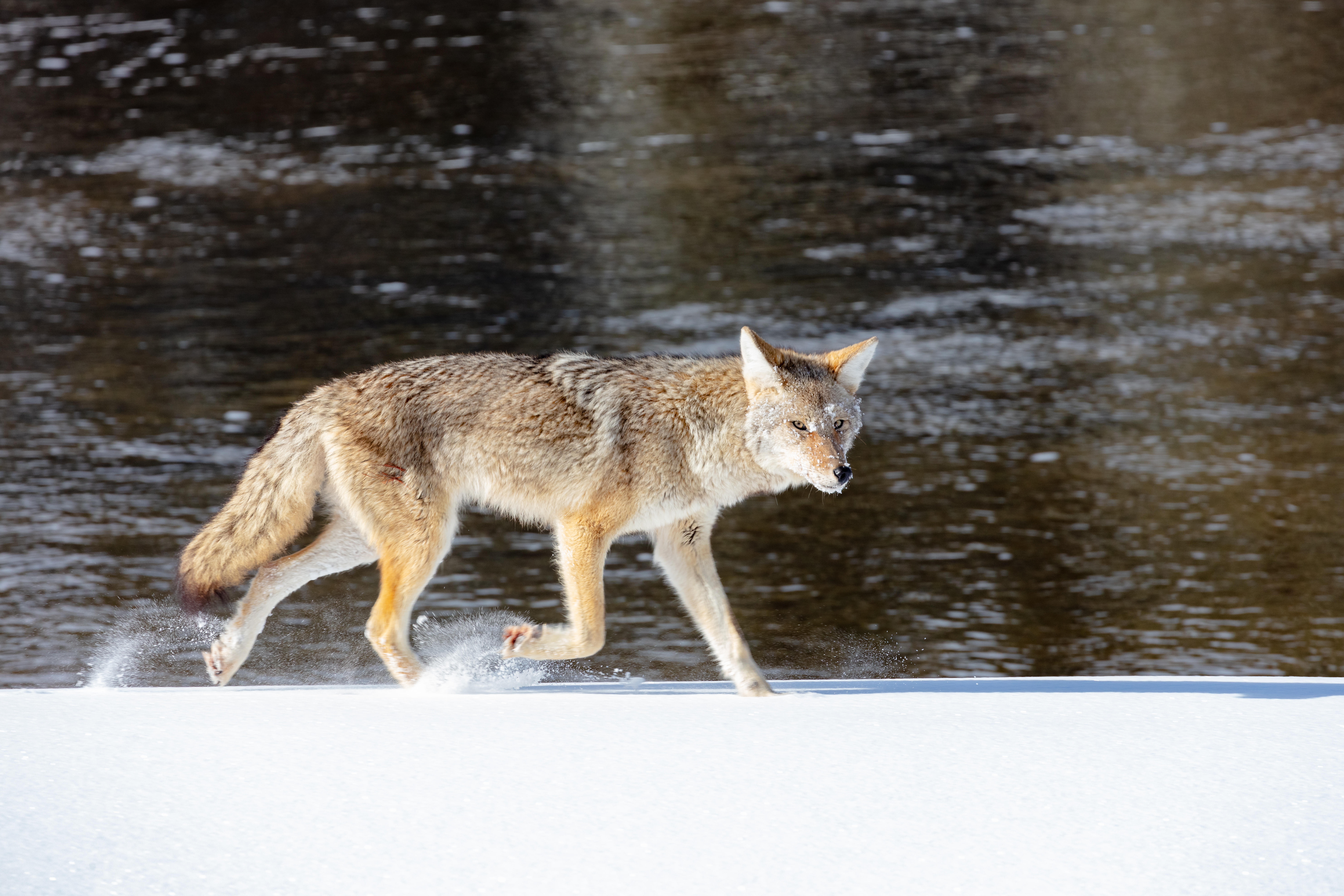
Az északnyugati farkasok távolléte idején a sokkal kisebb testű prérifarkas volt a park legfontosabb ragadozója

1914-ben kezdődően, a vapitik védelmének céljából a Kongresszus pénzzel támogatta farkasok, prérikutyák és más mezőgazdaságra veszélyes állatok irtását a parkban, amit a Nemzeti Park Szolgálat folytatott le. 1926-ra megöltek 136 farkast és lassan szinte teljesen eltűntek a parkból. Az irtást egészen addig folytatták, amíg 1935-ben a parkszolgálat be nem tiltotta volna azt. Az 1973-as veszélyeztetett fajok törvényjavaslat elfogadása következtében a farkas egyike lett az ország területén védett állatfajoknak. A farkasok kiirtása után a park legfontosabb ragadozója a prérifarkas lett, ami problémát jelentett, hiszen nagytestű állatok levadászására nem képesek.

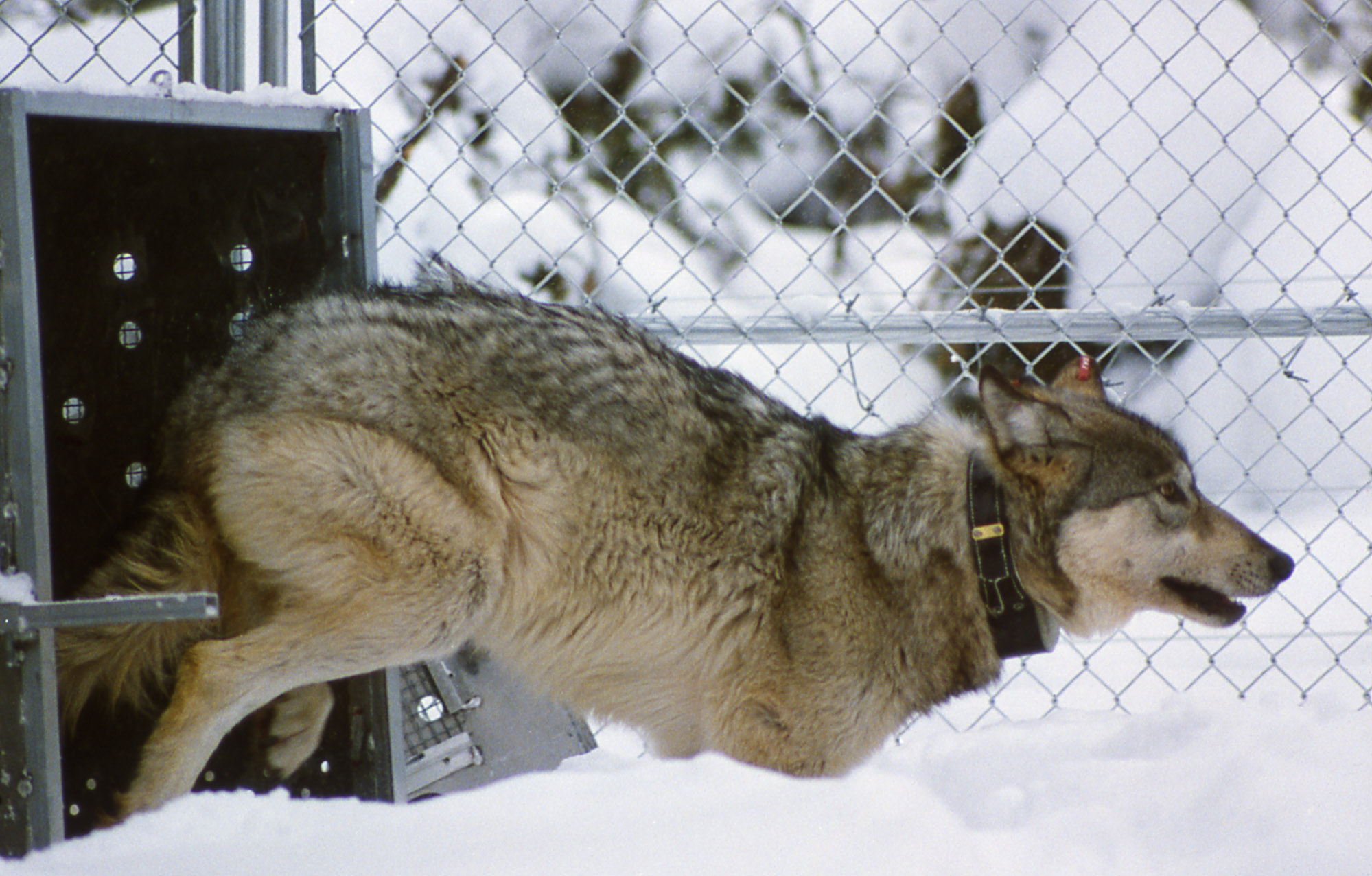
Az új, Kanadából betelepített északnyugati farkasok elengedése 1996-ban

Az 1990-es évekre a szövetségi kormány megváltoztatta álláspontját a farkasokkal kapcsolatban és egy vitatott lépésben úgy döntöttek, hogy Kanadából betelepített északnyugati farkasokat behoznak a part élővilágába. A betelepítés sikeres volt, az állatok népessége stabil maradt és 2005-ben tizenhárom farkascsorda élt a park területén, ami 118 farkasnak egyezett meg. Az ökoszisztémában összesen 326 farkas élt, bár a számuk vándorlás miatt gyakran változik, például egy időszakban Montana farkasállománya nagyot emelkedett, mikor a parké jelentősen csökkent. Szinte minden számontartott farkas a park területén a hatvanhat 1995–1996-ban visszatelepített farkas leszármazottja volt. Annyira sikeres volt az állatok betelepítése a területre, hogy 2008. február 27-én a faj lekerült az Egyesült Államok szövetségi kormánya által fenntartott veszélyeztetett állatok listájáról. 2023 januárjában 108 farkas élt, tíz csordában a park területén.

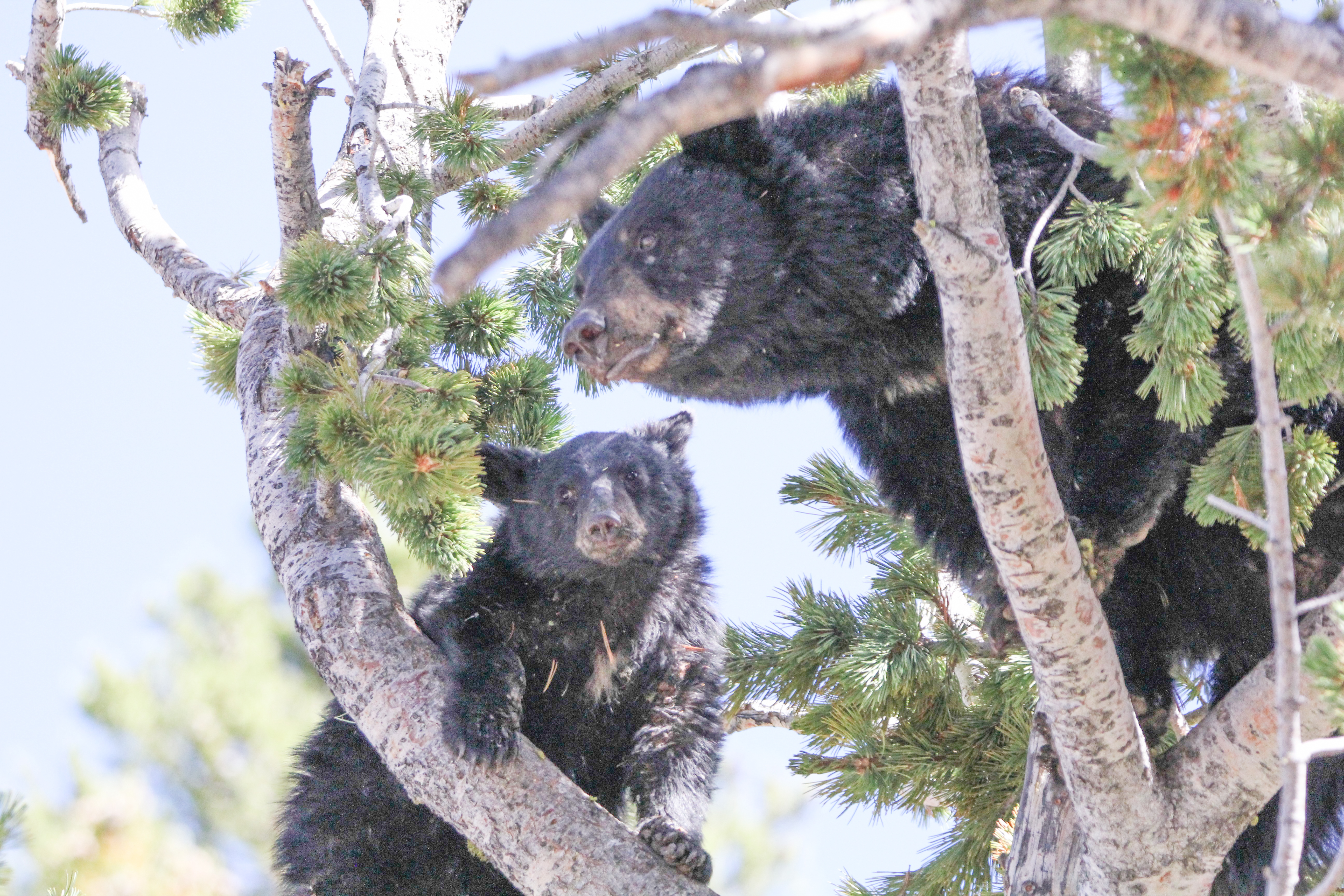
Fekete medvék egy fehértörzsű fenyőn

Fekete medvék gyakorik a parkban és a Yellowstone egyik szimbóluma, mivel látogatói már 1910-ben is kapcsolatba léptek az állatokkal. Leggyakrabban a park északi területén és délnyugati sarkában lelhetők fel. A medvék etetése és a hozzájuk közeledés be lett tiltva az 1960-as években. Egyike a kevés helynek az országban, ahol fekete és grizzly medvék együtt élnek.
2017-ben számítások szerint 700 grizzly medve élt a Yellowstone-ökoszisztémában, amiből nagyjából 150 élt magában a parkban. 1975-ben még veszélyeztetett fajként listázták a grizzlyket, de 2007-ben kikerültek a számontartásból. Ez megemelte annak a veszélyét, hogy vadászatukat ismét engedélyezetté teszi az állam, ami veszélybe helyezte volna az állatok állományát. Egy szövetségi bíróság visszavonta a faj levételét a listáról, mielőtt 2017-ben ismét eltávolították volna arról. 2018 szeptemberében egy kerületi bíróság ismét úgy döntött, hogy a grizzly medvék védelmét vissza kell hozni és, hogy rossz döntés volt eltávolításuk a védett fajok közül. A vadászat meg van tiltva a park területén, de a területen kívül lelőtt állatokat engedéllyel át lehet szállítani a Yellowstone-on.
A parkban több, mint 30 ezer vapiti él, ami a Yellowstone legnagyobb népességű faja. Az északi csorda száma sokat csökkent az 1990-es évek közepe óta, leginkább a farkasok visszatérése miatt és, mivel a vapitik elkezdtek erdős területeket használni, hogy elbújjanak a ragadozók elől, így megszámolásuk is nehezebb. A csorda nyugatra vándorol télen, Montana délnyugati területeire, míg a déli csorda migrációja az Egyesült Államok legnagyobb migráló emlős csoportja Alaszkán kívül.

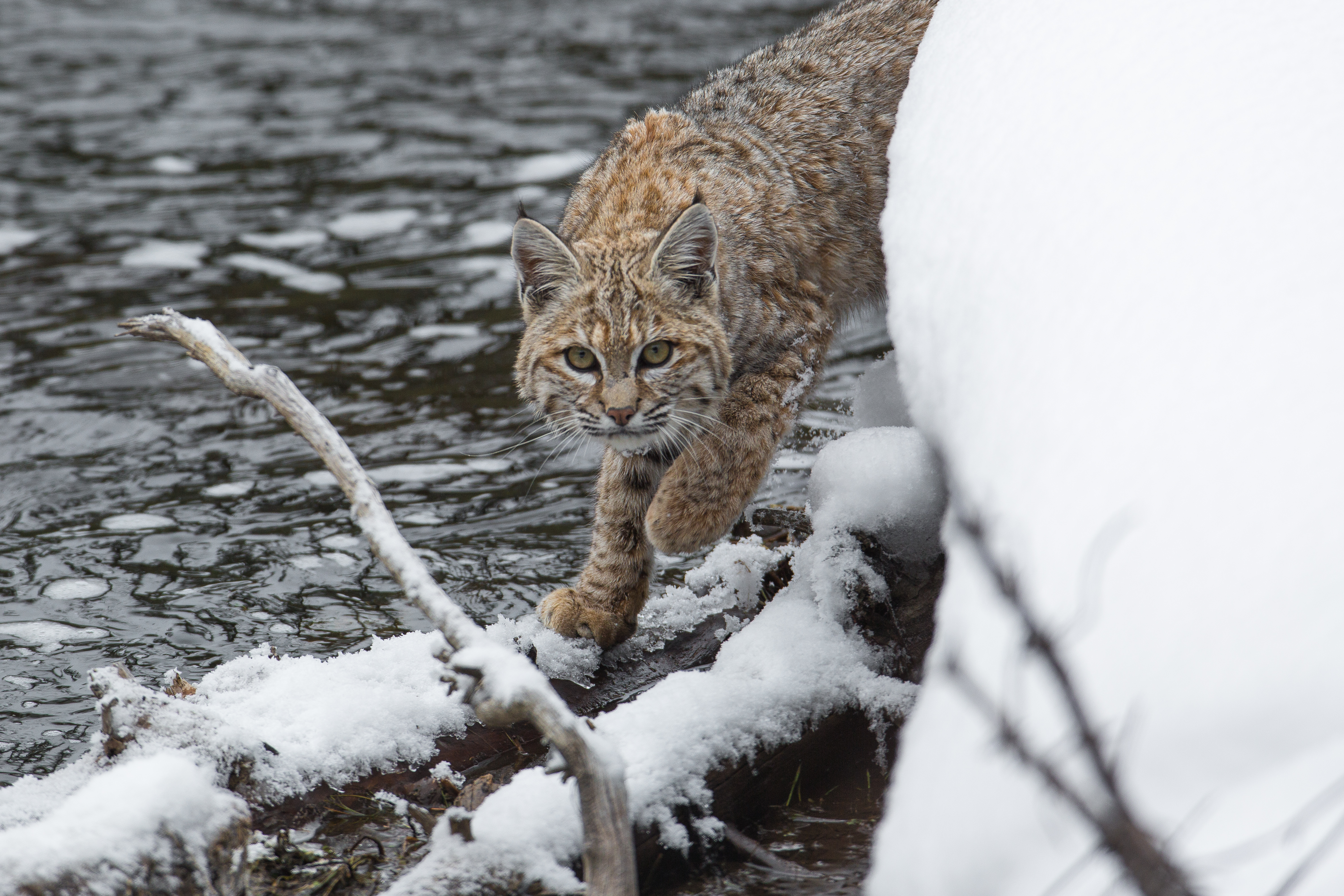
Egy vörös hiúz a Yellowstone területén

2003-ban megtalálták egy nőstény hiúz és kölyke nyomait a parkban, amit 2 mérföldig követtek és a körülmények is bizonyították, hogy az állat, amit találtak hiúz volt. 1998 óta nem látták a fajt a parkban, de egy 2001-es DNS-teszt bebizonyította, hogy az állatok néha legalább áthaladnak a területen. Más ritkán fellelhető emlősök közé tartozik a rozsomák és a puma, az utóbbiból mindössze 25 él a Yellowstone-ban, míg a korábbi száma nem ismert.

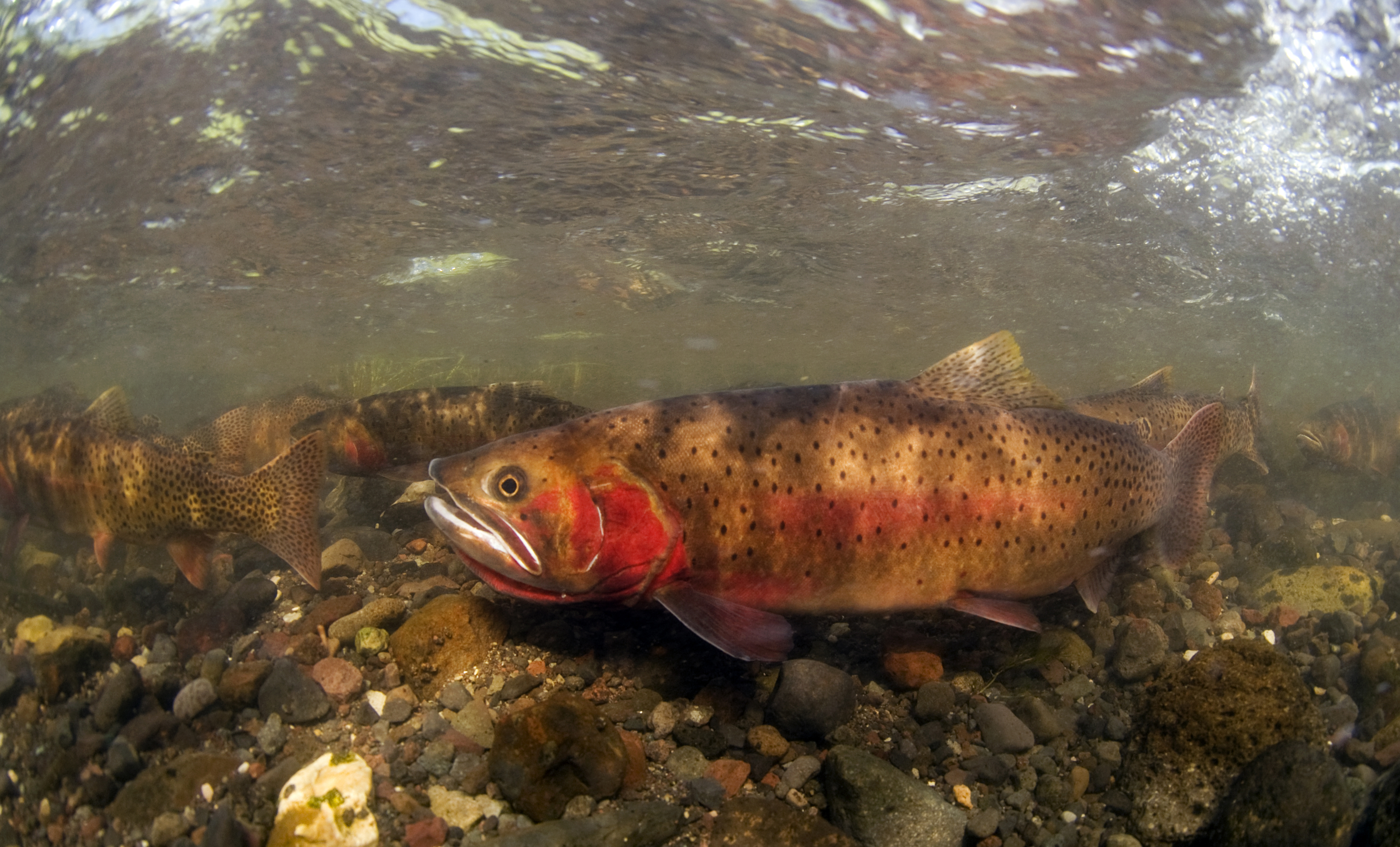
Yellowstone-i orgyilkos pisztrángok a park tavaiban

A parkban tizennyolc halfaj él, amik közé tartozik a Yellowstone-i orgyilkos pisztráng, ami horgászok által kifejezetten kedvelt. Az 1980-as évek óta többször is veszélybe került a faj, többek között, mikor a Yellowstone Lake tóba illegálisan betelepítettek amerikai tavipisztrángokat, ami egy inváziós faj és a sokkal kisebb méretű orgyilkos pisztrángokat megeszi. Ugyan 1890-ben a szövetségi kormány behozatott tavipisztrángokat a Shoshone és a Lewis tavakba, hivatalosan soha nem lettek betelepítve a Yellowstone folyóba. Ezek mellett betegségek is veszélyeztették a fajt és 2001 óta horgászni csak úgy lehet a parkban, ha az elkapott halat visszadobják.

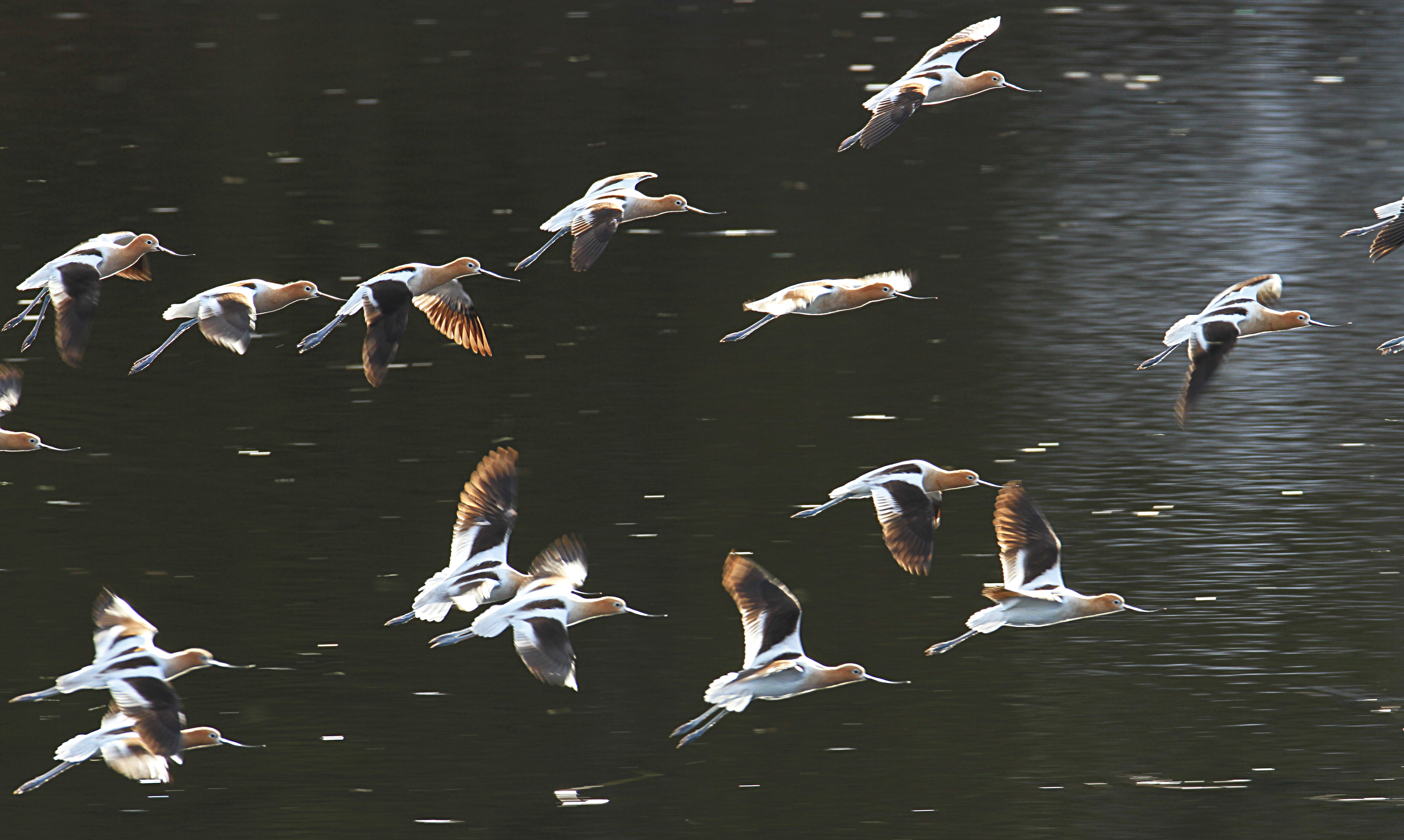
Amerikai gulipánok

A Yellowstone ezek mellett otthont ad még hét hüllőfajnak, amik a díszes ékszerteknős, a gumiboa, a préri csörgőkígyó, a bikasikló, az ürömgyík, a vörös szalagoskígyó és a nyugati szárazföldi harisnyakötő kígyó, illetve négy fajta kétéltűnek, ami az álsáskabéka egyik alfaja, a közönséges tigrisszalamandra, a nyugati varangy és a foltos béka.
Madarakból 311 különböző faj él a parkban, amiknek majdnem fele itt is fészkel. 1999-ben huszonhat pár fehérfejű rétisast találtak a Yellowstone területén. A lármás daru nagyon ritka, de fellelhető a nemzeti parkban, csak hármat találtak a teljes Sziklás-hegységben. Más madárfajok közé tartozik és ritkasága miatt fontos figyelmet kap, a jeges búvár, a tarka réce, a halászsas, a vándorsólyom és a trombitás hattyú.

## Erdőtüzek

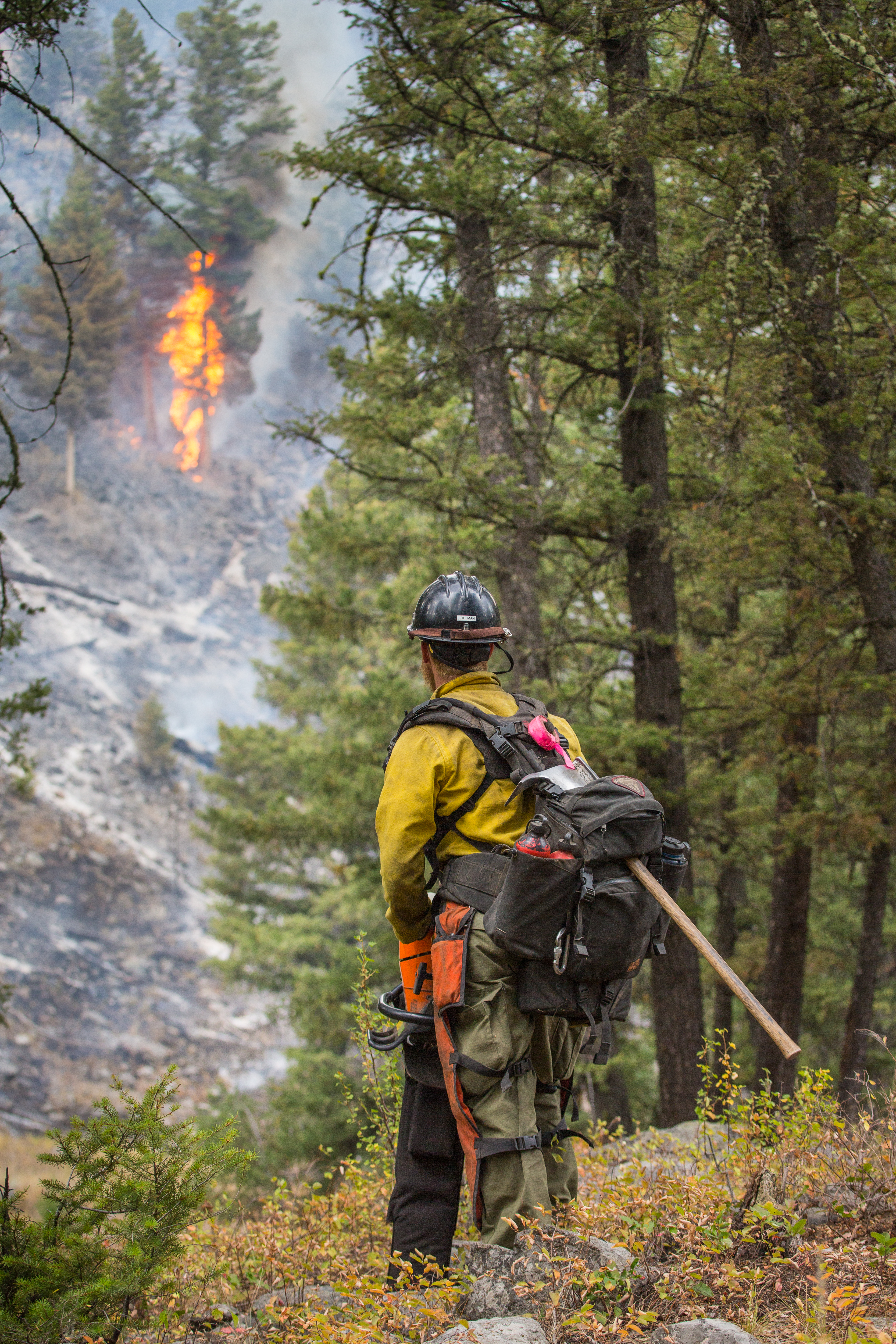
Egy tűzoltó néz egy égő fát a parkban

Tekintve, hogy az erdőtüzek megszokott részei a legtöbb ökoszisztémának, a Yellowstone növényvilága is adaptálódott az eseményekhez. Az amerikai duglászfenyő vastag kérget növesztett, ami megvédi a fa belső részét a legtöbb tűztől. A csavarttűjű fenyő – ami a park leggyakoribb fafaja – olyan tobozokkal rendelkezik, amit csak a tűz melege nyit ki. Magvaikat csak a tűz tudja kiszabadítani, így szükségük van rá a szaporodáshoz. A tűz eltisztítja a halott és kidőlt fákat, felszabadítva a teret az élő csavarttűjű fenyőknek. A sziklás-hegységi jegenyefenyő, a sziklás-hegységi szürke luc és többek között a fehértörzsű fenyő is hidegebb és nedvesebb területeken nőnek, ahol a tűz sokkal kevésbé valószínű. A legtöbb nyárfa faj saját gyökeréből indít újabb fát, így még, ha a föld fölötti fákat ki is írtja egy tűz, maga a növény életben marad. A parkőrség szerint természetes körülmények között a Yellowstone füves pusztái átlagosan 20–25 évente égnek, míg az erdők nagyjából 300 évente.
Évente villám nagyjából harmincöt tüzet gyújt a park területén, emberek pedig 6–10-et, leggyakrabban véletlenül. A Yellowstone három tűztoronnyal rendelkezik, amiben mind tűzoltók állomásoznak. A legkönnyebben elérhető a Mount Washburn csúcsán található, ami a nyilvánosság számára is nyitva van. Tüzet a parkőrség a levegőből is keres és számít látogatóira is tüzek jelentésére. A tűztornyokban folytonosan van személyzet júniustól szeptemberig, a fő tűzszezonban. A tüzek délután és kora este égnek a legintenzívebben, de kevés éri el a 40 hektáros, a legtöbb pedig mindössze fél hektáros területet, mielőtt kiég. A park célja, hogy eloltson minden emberi eredetű tüzet és, hogy kielemezzen természetes eredetű tüzeket. Ha egy tűz túl veszélyesnek tűnik, megpróbálják eloltani.

## Éghajlat

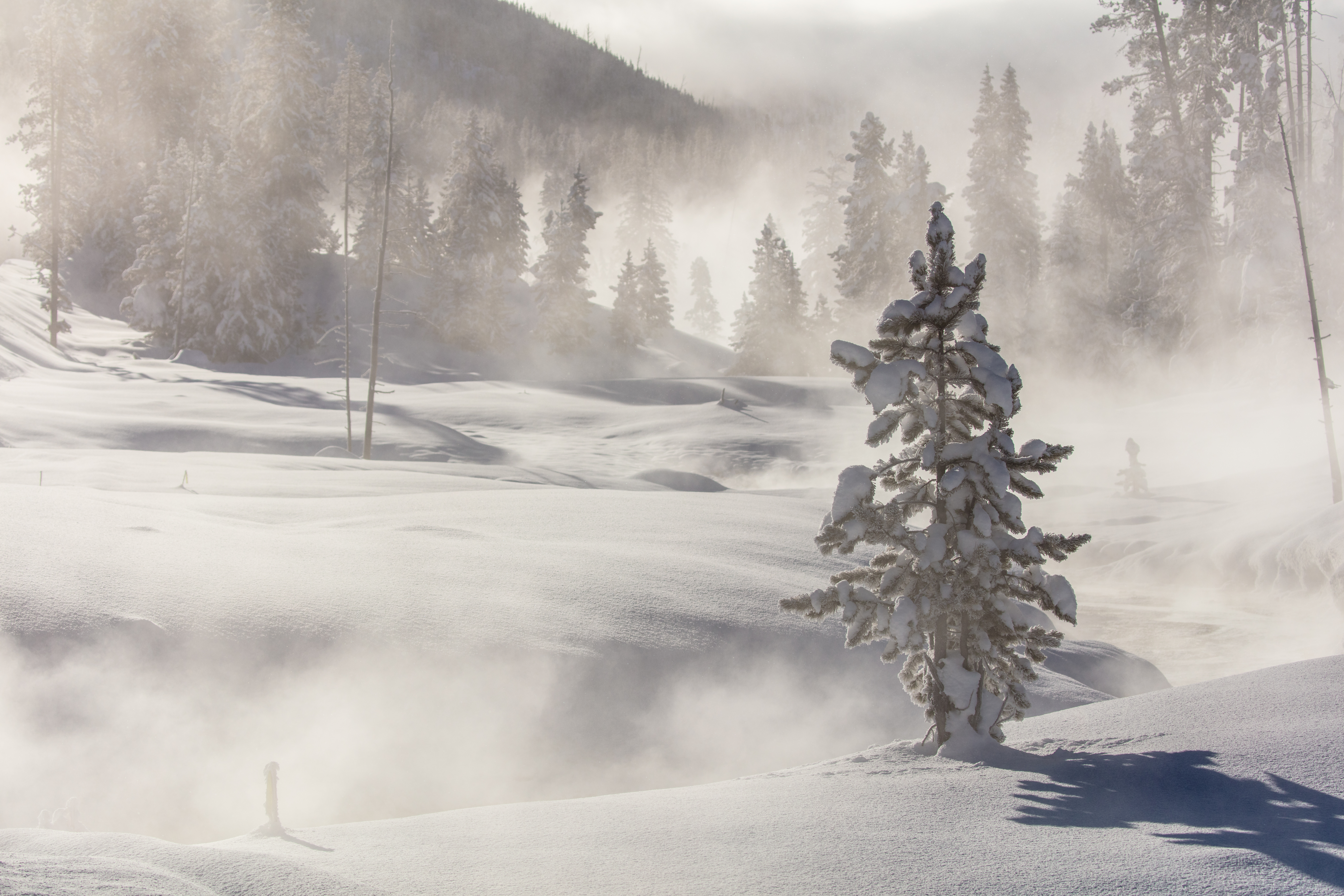
Yellowstone-i tél

A Yellowstone éghajlatát befolyásolja tengerszint feletti magassága, az alacsonyabb területek az egész évben melegebbek. A legmagasabb jegyzett hőmérséklet a parkban 37 °C volt 2002-ben, míg a leghidegebb –54 °C 1933-ban. A júniustól szeptemberig tartó nyáron a csúcshőmérséklet általában 21 és 27 °C közé esik, míg az esti alacsony maximum gyakran fagypont alá esik, főleg a hegyi területeken. A nyári délutánokon gyakran vannak viharok. Ősszel és tavasszal a hőmérséklet –1 és 16 °C között mozog, míg az este –5 és –20 °C között is lehet. A tél meglehetősen hideg, legmagasabb hőmérsékletei −18 és −7 °C között mozognak, míg az esték általában –18 fok alatt maradnak.

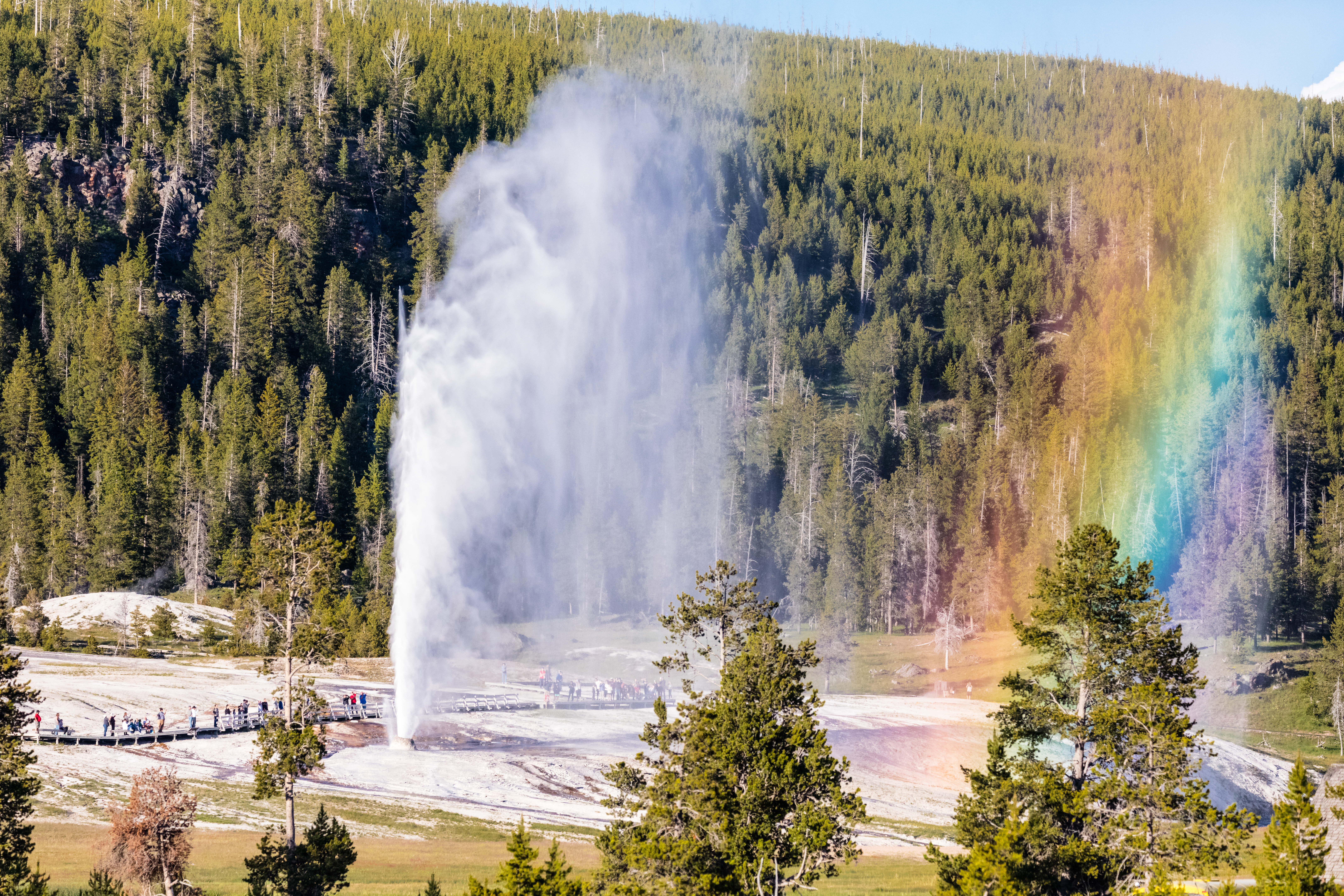
Szivárvány a park felett 2017 nyarán

A Yellowstone-ban az esőzés sokat változik, 380 millimétertől akár 2000 milliméterig is mozoghat egy évben. Havazás bármely hónapban lehetséges a területen, de leggyakoribb november és április között. A Yellowstone Lake körül az átlagos havazás egy évben 3800 mm, míg magasabban ennek akár duplája is lehet.
A Yellowstone Lake éghajlata boreális, míg a park központjánál nedves kontinentális.
| Hónap                         | Jan.  | Feb.  | Már.  | Ápr.  | Máj.  | Jún.  | Júl. | Aug.  | Szep. | Okt.  | Nov.  | Dec.  | Év    |
| ----------------------------- | ----- | ----- | ----- | ----- | ----- | ----- | ---- | ----- | ----- | ----- | ----- | ----- | ----- |
| Rekord max. hőmérséklet (°C)  | 9,0   | 9,0   | 16,0  | 23,0  | 26,0  | 29,0  | 33,0 | 33,0  | 32,0  | 24,0  | 17,0  | 11,0  | 33,0  |
| Átlagos max. hőmérséklet (°C) | 2,9   | 4,8   | 9,9   | 13,5  | 19,2  | 24,2  | 27,3 | 27,3  | 24,7  | 18,1  | 9,4   | 2,9   | 15,4  |
| Átlaghőmérséklet (°C)         | −10,4 | −9,4  | −5,1  | −0,9  | 4,3   | 9,2   | 13,8 | 13,4  | 8,7   | 2,0   | −4,6  | −9,2  | 1,0   |
| Átlagos min. hőmérséklet (°C) | −29,6 | −30,7 | −25,2 | −18,1 | −11,0 | −3,9  | −0,2 | −1,4  | −5,8  | −14,0 | −21,7 | −25,9 | −15,5 |
| Rekord min. hőmérséklet (°C)  | −46,0 | −49,0 | −42,0 | −34,0 | −23,0 | −10,0 | −7,0 | −11,0 | −21,0 | −27,0 | −34,0 | −44,0 | −49,0 |
| Átl. csapadékmennyiség (mm)   | 50    | 46    | 50    | 54    | 61    | 62    | 33   | 38    | 44    | 42    | 46    | 51    | 577   |
| Forrás: NOAA és NWS           |       |       |       |       |       |       |      |       |       |       |       |       |       |